# Tele Stadio
Tele Stadio è il programma della San Marino RTV, la Radiotelevisione della Repubblica di San Marino, interamente dedicato al Campionato sammarinese di calcio e alla Coppa Titano, i tornei nazionali organizzati dalla Federazione Sammarinese Giuoco Calcio (FSGC).

## Storia
Tele Stadio nasce nel settembre del 2004 con l'obiettivo di portare sugli schermi televisivi tutti i goal e le immagini più importanti delle partite del Campionato Sammarinese; rappresenta la soluzione televisiva del programma radiofonico Radio Stadio, una sorta di calcio minuto per minuto del Campionato sammarinese di calcio. 
Con un appuntamento settimanale segue le vicende delle 15 squadre impegnate nella corsa verso lo scudetto della Repubblica di San Marino. Dalla sua prima edizione è curato da Elia Gorini, che dalla stagione 2002/2003 si occupa anche di Radio Stadio.
Nel corso degli anni la trasmissione ha cambiato giorno di messa in onda, passando dal lunedì sera al martedì, in funzione anche del calendario calcistico.
Dalla sua nascita segue il calcio sammarinese grazie alla collaborazione di corrispondenti, che si occupano della radiocronaca della partita per Radio Stadio e del contributo audio per la sintesi in onda all'interno di Tele Stadio. Ai giornalisti si aggiunge il contributo degli operatori di ripresa che forniscono le immagini per gli highlights delle partite.
In ogni puntata sono proposti i servizi relativi a tutte le gare della giornata di campionato. Vista la formula del Campionato sammarinese di calcio, che prevede l'assegnazione dello scudetto attraverso i play off, il programma dedica delle specifiche puntate alla fase finale del torneo.
Grazie al portale della San Marino RTV è uscito dai confini della Repubblica di San Marino, permettendo al Campionato di calcio sammarinese di farsi conoscere anche fuori dal territorio nazionale.
Dalla stagione 2009/2010, in ogni puntata è ospite il corrispondente dai campi che ha seguito una delle partite più importanti della giornata di Campionato.
Nella stagione 2011/2012 la puntata è stata arricchita dalla moviola in studio su alcuni degli episodi più significativi della giornata di calcio.
Dalla stagione 2018/2019 il programma è trasmesso in diretta il lunedì sera dalle 20.00.

## Tele Stadio sul Web
Tele Stadio ha una sua pagina dedicata all'interno del portale della San Marino RTV. Le sezioni consultabili sono le seguenti:
La Puntata di Tele Stadio

In questa sezione è possibile vedere la puntata settimanale di Tele Stadio e accedere all'archivio del programma.

Risultati e Classifiche del Campionato Sammarinese

Tutti i risultati e le classifiche dei due gironi del Campionato sammarinese di calcio.

Risultati e Classifiche del Campionato Sammarinese di Futsal

In questa sezione sono consultabili i risultati del campionato di calcio a 5, le classifiche dei due gironi e i marcatori.

Risultati e Classifiche del Campionato di Serie C Femminile

La Federazione Sammarinese Giuoco Calcio partecipa al campionato italiano di serie C femminile con una squadra. In questa sezione è possibile vedere risultati, classifiche del girone e la classifica marcatori della squadra sammarinese.

Il Blog di Tele Stadio

Lo spazio dove gli appassionati di Calcio Sammarinese possono lasciare commenti e suggerimenti.

I Top della settimana

Ogni settimana è possibile votare il miglior giocatore del turno di campionato per ruolo e il miglior tecnico della settimana fra le nominatios proposte dalla redazione.
Dalla stagione 2011/2012, I Top della settimana sono stati sostituiti dal Il Goal più bello.

Le Vostre Foto

Un'altra sezione dedicata agli appassionati di calcio sammarinese. Con le foto degli utenti del web, dai campi della Repubblica di San Marino e non solo.

Il Concorso di Tele Stadio

L'ultima novità in termini di tempo proposta dalla redazione di Tele Stadio per gli amanti di calcio sammarinese. Seguondo la puntata settimanale è possibile vincere la maglia ufficiale della Nazionale di calcio di San Marino.

## I corrispondenti dai campi
Stagione 2009/2010

Alessandro Podeschi, Luca Pelliccioni, Michele Della Valle, Filippo Mariotti, Alberto Menghi, Mattia Bello, Matteo Cecchetti.

Stagione 2010/2011

Alessandro Podeschi, Luca Pelliccioni, Michele Della Valle, Filippo Mariotti, Alberto Menghi, Giacomo Santi, Matteo Cecchetti, Fabio Berardi, Federico Pastori, Matteo Ciacci.

Stagione 2011/2012

Alessandro Podeschi, Luca Pelliccioni, Michele Della Valle, Filippo Mariotti, Alberto Menghi, Giacomo Santi, Matteo Cecchetti, Fabio Berardi, Federico Pastori, Matteo Ciacci, Giacomo Scarponi e Stefano Ciacci.

Stagione 2012/2013

Alessandro Podeschi, Luca Pelliccioni, Michele Della Valle, Filippo Mariotti, Alberto Menghi, Giacomo Santi, Matteo Cecchetti, Federico Pastori, Matteo Ciacci, Giacomo Scarponi, Stefano Ciacci e Andrea Lattanzi.

Stagione 2013/2014

Alessandro Podeschi, Luca Pelliccioni, Michele Della Valle, Filippo Mariotti, Alberto Menghi, Giacomo Santi, Matteo Cecchetti, Federico Pastori, Matteo Ciacci, Giacomo Scarponi, Stefano Ciacci, Andrea Lattanzi e Alex Righi.